# Szentey Sándor
Szentey Sándor (1880. – ?) válogatott labdarúgó, balhátvéd. A Tanácsköztársaság idején aktív politikai szerepet vállalt, emiatt annak bukása után elítélték. Ezt követően fogolycsere révén a Szovjetunióba került.

## Pályafutása

### Klubcsapatban
A Fővárosi TC labdarúgója volt. 1911 és 1914 között a Törekvés csapatában szerepelt. Tagja volt az 1913–14-es bajnoki bronzérmet szerzett együttesnek. Kivételes rúgótechnikával rendelkezett.

## Sikerei, díjai
- Magyar bajnokság
  - 3.: 1913–14

### A válogatottban
1904-ben egy alkalommal szerepelt a magyar labdarúgó-válogatottban.

## Statisztika

### Mérkőzése a válogatottban
| Magyarország | Magyarország     | Magyarország          | Magyarország | Magyarország | Magyarország | Magyarország | Magyarország | Magyarország |
| #            | Dátum            | Helyszín              | Hazai        | Eredmény     | Vendég       | Kiírás       | Gólok        | Esemény      |
| ------------ | ---------------- | --------------------- | ------------ | ------------ | ------------ | ------------ | ------------ | ------------ |
| 1.           | 1904. október 9. | Bécs, Cricketer-pálya | Ausztria     | 5 – 4        | Magyarország | barátságos   | -            |              |
|              | Összesen         |                       |              | 1            | mérkőzés     |              | 0            | gól          |